# Metallocén

Metallocén

A metallocén (diciklopentadienil-fém, M(C5H5)2) olyan fémorganikus vegyületek gyűjtőneve, amelyekben (a ciklopentadiénekből levezethető) két ciklopentadienát-anion (a pi-komplexnek megfelelően) szendvicsszerűen kötődik valamely átmenetifémhez (például M= Fe, Co, Ni, Ru, Os, Mn). A metallocének színes, szilárd anyagok. Legrégebben ismert képviselőjük az aromás jellegű, diamágneses ferrocén. Fém-halogenidek és a ciklopentadién nátriumsójának reakciójából állíthatók elő. Katalizátorként, stabilizálószerként, gyökfogóként használatosak. Többek között a metallocének területén végzett vizsgálataiért kapott kémiai Nobel-díjat E. O. Fisher és G. Wilkinson 1973-ban.